# Lobogonia salvata
Lobogonia salvata là một loài bướm đêm trong họ Geometridae.